# Анастасија Романовна
Анастасија Романовна Захарјина-Јурева (рус. Захарьина-Юрьева, Анастасия Романовна; 1530–1560) је била супруга Ивана Грозног и прва царица Русије. Била је ћерка бољара Романа Јуревича по коме је династија Романов добила име.

## Биографија
Била је изабрана као најбоља невеста за Ивана, доведена у Кремљ посебно за изборни процес. Све племените породице широм Русије су добиле позив да презентирају своје кћерке за ову сврху (речено је да између 500 и 1500 девојчица бирају). Анастасија и Иван су се венчали 3. фебруара 1547. године у катедрали Благовести. Родила је укупно шесторо деце. Лета 1560. године Анастасија је тешко оболела. Иван је сумњао да је његова супруга била жртва и да су их тровали бољари. Иако он није имао доказе о таквим злочинима, извео је више мучења и погубљења. Каснијом анализом почетком 20. века је утврђено да постоји висок ниво живе у коси, међутим, како се жива користила као лек, ова теорија је доведена у питање. Она је једина умела да смири нарав цара Ивана Грозног и након њене смрти у 30. години Грозни је са Анастасијом поредио све своје будуће царице.

## Остало
Анастасијев брат Никита Романович је био отац Фјодора, први који је преузео презиме Романов. Са друге стране, Фјодор Романов је био први рођак последњег Рјуриковичевог цара Фјодора I. Ова веза са угашеном династијом олакшала је избор Феодоровог сина Михајла Романова за престо после времена невоља иако је имао само 16 година. Због везе са некадашњом царском породицом био је омиљен у народу и тако постао први цар из ове династије. Осим њега, на руски престо су претендовали пољски принц Владислав, (будући Владислав IV), затим шведски краљ Карл Филип, а такође и многи представници познатих бољарских родова.

## Потомци
- Ана Ивановна (10. август 1548. — 20. јул 1550)
- Марија Ивановна (17. март 1551. — ?)
- Дмитриј Иванович (октобар 1552. — 26. јун 1553)
- Иван Иванович (28. март 1554. — 19. новембар 1582)
- Јевдокија Иванова (26. фебруар 1556. — јун 1558)
- Фјодор I (31. мај 1557. — 6. јануар 1598)